# Магура Јериј (Клуж)
Магура Јериј (рум. Măgura Ierii) насеље је у Румунији у округу Клуж у општини Јара. Oпштина се налази на надморској висини од 554 m.

## Становништво
Према подацима из 2002. године у насељу је живело 58 становника, од којих су сви румунске националности.